# Missing You (chanson de John Waite)
Pour les articles homonymes, voir Missing You.
Singles de John Waite
Going to the Top
(1982) Tears
(1984)
Missing You est une chanson interprétée par le chanteur britannique John Waite. Il est l'auteur des paroles et a composé la musique avec Mark Leonard et Chas Sandford. Sortie en single en juin 1984, elle est extraite de l'album No Brakes (en).
Elle se classe en tête des ventes de singles aux États-Unis et au Canada.
Elle est reprise en 1996 par Tina Turner, obtenant du succès essentiellement au Royaume-Uni.
John Waite a réenregistré la chanson deux fois : en 1993 (56e dans les charts britanniques) et en 2007 en duo avec la chanteuse américaine Alison Krauss (34e dans le classement Hot Country Songs aux États-Unis).

## Distinction
Avec Missing You, John Waite obtient une nomination pour le Grammy Award du meilleur chanteur pop en 1985. 

## Classements hebdomadaires
| Classement (1984)                         | Meilleure position |
| ----------------------------------------- | ------------------ |
| Afrique du Sud (Springbok Radio)          | 14                 |
| Allemagne (GfK Entertainment)             | 13                 |
| Australie (Kent Music Report)             | 5                  |
| Belgique (Flandre Ultratop 50 Singles)    | 19                 |
| Canada (RPM 100 Singles)                  | 1                  |
| États-Unis (Billboard Hot 100)            | 1                  |
| États-Unis (Mainstream Rock Tracks chart) | 1                  |
| Irlande (IRMA)                            | 6                  |
| Nouvelle-Zélande (RMNZ)                   | 18                 |
| Royaume-Uni (UK Singles Chart)            | 9                  |
| Suisse (Schweizer Hitparade)              | 12                 |

| Classement (1993)              | Meilleure position |
| ------------------------------ | ------------------ |
| Royaume-Uni (UK Singles Chart) | 56                 |

| Classement (2007)              | Meilleure position |
| ------------------------------ | ------------------ |
| États-Unis (Hot Country Songs) | 34                 |

## Certifications
| Pays                  | Certification | Unités certifiées |
| --------------------- | ------------- | ----------------- |
| Canada (Music Canada) | Platine       | 100 000           |
| Royaume-Uni (BPI)     | Argent        | 200 000           |

## Version de Tina Turner
Singles de Tina Turner
On Silent Wings
(1996) Something Beautiful Remains
(1996)
Missing You interprétée par Tina Turner sort en single le 15 juillet 1996 comme quatrième extrait de l'album Wildest Dreams.

### Classements hebdomadaires
| Classement (1996)              | Meilleure position |
| ------------------------------ | ------------------ |
| Allemagne (GfK Entertainment)  | 66                 |
| États-Unis (Billboard Hot 100) | 84                 |
| Royaume-Uni (UK Singles Chart) | 12                 |

## Autres reprises
D'autres artistes ont repris la chanson, comme Barbara Dickson, Rod Stewart, Brooks & Dunn (75e dans le Billboard Hot 100 en octobre 1999), Orianthi Panagaris, Ringo Starr and His All-Starr Band ou encore Tyler Hilton. 